# Monte Grande, delstaten Mexiko
Monte Grande är en ort i kommunen Malinalco i delstaten Mexiko i Mexiko. Samhället hade 281 invånare vid folkräkningen år 2020.